# Michele Sindona
Michele Sindona (Patti, Italia, 8 de mayo de 1920-Voghera, 22 de marzo de 1986) fue un banquero italiano y exconvicto. Sindona fue miembro de la Propaganda Due (N.º 0501), una logia secreta de la francmasonería italiana con claras conexiones con la mafia siciliana. Murió envenenado en prisión mientras cumplía una condena de cadena perpetua por el asesinato del abogado Giorgio Ambrosoli.

## Biografía

### Infancia y juventud
Nacido en Patti, Sicilia, de padres pobres, Sindona fue educado por la Compañía de Jesús, mostrando de niño una aptitud poco habitual para las matemáticas y la economía. Se graduó con una licenciatura en Derecho en la Universidad de Mesina en 1942. Luego, se trasladó de Sicilia al norte, donde trabajó como abogado fiscal y contable para empresas como Società Generale Immobiliare y SNIA, pero inmediatamente abandonó la abogacía y comenzó a trabajar en operaciones de contrabando con la mafia. Pronto se trasladó a Milán y su habilidad y destreza en la transferencia de dinero para evitar impuestos fue rápidamente conocida por jefes de la mafia. En 1957, se asoció con los Gambino y fue elegido para administrar sus ganancias de la venta de heroína.

### Banquero internacional
Antes de que pasara un año desde que la familia Gambino lo eligió para administrar sus ganancias por heroína, Sindona compró su primer banco. En 1963 Sindona ya había adquirido, a través de su grupo Fasco, muchos más bancos italianos, y su progreso continuó hasta el comienzo de su asociación con el Instituto para las Obras de Religión en 1969. Se trasladaron enormes cantidades de dinero de los bancos de Sindona a través de la Ciudad del Vaticano a la banca suiza, y Sindona comenzó a especular contra las principales divisas en gran escala.
En 1972, Sindona compró una participación mayoritaria en el Banco Nacional Franklin de Long Island, en Nueva York, Estados Unidos. Fue aclamado como «el salvador de la lira» y fue nombrado «Hombre del Año» en enero de 1974 por el embajador estadounidense en Italia, John A. Volpe. Pero en abril de ese año, una repentina caída del mercado de valores condujo a lo que se conoce como Il Crack Sindona. El beneficio del Banco Nacional Franklin se redujo un 98% en comparación con el año anterior, y Sindona sufrió una pérdida 40 millones de dólares, con lo que empezó a perder la mayor parte de los bancos que había adquirido durante los últimos diecisiete años. El 8 de octubre de 1974, el banco fue declarado en quiebra debido a mala administración e intrusismo, con pérdidas en la especulación de divisas y las malas políticas de préstamo.
De acuerdo con el "arrepentido" de la mafia Francesco Marino Mannoia, Sindona lavó las ganancias del tráfico de heroína de la red Bontade-Spatola-Inzerillo-Gambino. Los mafiosos estaban decididos a recuperar su dinero y jugarían un papel importante en el intento de Sindona de salvar sus bancos.

### Arresto, juicio y muerte
El 11 de julio de 1979, Giorgio Ambrosoli, el abogado que se encargó de liquidar los bancos de Sindona, fue asesinado en Milán. El concejal milanés Antonio Amati entregó el caso a un joven juez, Giuliano Turone. Se descubrió que Sindona ordenó el asesinato de Ambrosoli, llevado a cabo por un estadounidense. Al mismo tiempo, la mafia de los corleoneses asesinó al superintendente de la policía Boris Giuliano en Palermo, quien estaba investigando el tráfico de heroína de la mafia y contactó a Ambrosoli apenas dos semanas antes de comparar las investigaciones.
Mientras estuvo bajo acusación formal en los Estados Unidos, Sindona escenificó un secuestro falso en agosto de 1979 para ocultar un misterioso viaje de 11 semanas a Sicilia antes de su programado juicio por fraude. El cuñado del jefe de la mafia Stefano Bontate, Giacomo Vitale, fue una de las personas que organizaron el viaje de Sindona. El verdadero propósito del secuestro era extender notas de chantaje a los aliados políticos pasados de Sindona (entre ellos el primer ministro Giulio Andreotti) para diseñar el rescate de sus bancos y recuperar el dinero de la Cosa Nostra.
Sindona amenazó a Enrico Cuccia, presidente de la Mediobanca, quien se oponía al plan de reorganización-rescate. En Palermo, Sindona fue a la casa de Joseph Miceli Crimi, un médico estadounidense-italiano y masón del Gran Oriente Italiano. Más tarde, Crimi admitió a los jueces que fue a Arezzo para hablar con Licio Gelli sobre la situación de Sindona. Gelli comenzó entonces a interesar a dos jueces, Giuliano Turone y Gherardo Colombo.
El plan fracasó y después de su «liberación» de los secuestradores, Sindona se entregó al FBI. Fue condenado en 1980 en los Estados Unidos por 65 cargos, incluyendo estafa, perjurio, falsa declaración de estados bancarios y apropiación indebida de fondos bancarios. Le representó uno de los abogados más importantes del país, Ivan Fisher. Mientras penaba en una prisión federal estadounidense, el gobierno italiano solicitó la extradición de Sindona a Italia para ser juzgado por asesinato. Allí, fue sentenciado a 25 años de prisión el 27 de marzo de 1984. Dos días después de la condena a cadena perpetua por el asesinato de Ambrosoli, el 18 de marzo de 1986 Michele Sindona bebía en su celda de la prisión de Voghera un café (probablemente preparado por él mismo) con cianuro. Tras dos días en coma profundo, moriría en el hospital de Voghera.